# Paraphryneta rubeta
Paraphryneta rubeta är en skalbaggsart som beskrevs av Stefan von Breuning 1947. Paraphryneta rubeta ingår i släktet Paraphryneta och familjen långhorningar.
Artens utbredningsområde är Gabon. Inga underarter finns listade i Catalogue of Life.